# Тімішоара
Тімішоа́ра або Темешвар (рум. Timișoara, угор. Temesvár, серб. Temišvar) — місто на заході Румунії, у Банаті, на каналі річки Бега, що пов'язує Тімішоару з Дунаєм. Третє (після Бухареста і Клуж-Напока) за чисельністю населення місто країни. Адміністративний центр повіту Тіміш. Населення 331,927 тис. (2016). Площа 130,5 км².

## Клімат
Місто знаходиться у зоні, котра характеризується морським кліматом. Найтепліший місяць — липень із середньою температурою 21.7 °C (71 °F). Найхолодніший місяць — січень, із середньою температурою -1.7 °С (29 °F).
| Клімат Тімішоари        | Клімат Тімішоари | Клімат Тімішоари | Клімат Тімішоари | Клімат Тімішоари | Клімат Тімішоари | Клімат Тімішоари | Клімат Тімішоари | Клімат Тімішоари | Клімат Тімішоари | Клімат Тімішоари | Клімат Тімішоари | Клімат Тімішоари | Клімат Тімішоари |
| Показник                | Січ.             | Лют.             | Бер.             | Квіт.            | Трав.            | Черв.            | Лип.             | Серп.            | Вер.             | Жовт.            | Лист.            | Груд.            | Рік              |
| Абсолютний максимум, °C | 16               | 18               | 27               | 32               | 34               | 38               | 39               | 40               | 39               | 33               | 27               | 16               | 40               |
| Середній максимум, °C   | 2                | 5                | 11               | 18               | 23               | 26               | 28               | 28               | 25               | 18               | 11               | 4                | 17               |
| Середня температура, °C | −1               | 1                | 5                | 11               | 16               | 19               | 21               | 21               | 18               | 12               | 6                | 1                | 11               |
| Середній мінімум, °C    | −5               | −3               | 0                | 5                | 10               | 13               | 15               | 14               | 11               | 6                | 2                | −1               | 5                |
| Абсолютний мінімум, °C  | −27              | −29              | −20              | −5               | −5               | 3                | 7                | 5                | −1               | −5               | −15              | −25              | −29              |
| Норма опадів, мм        | 40               | 40               | 40               | 50               | 60               | 80               | 50               | 50               | 40               | 50               | 40               | 40               | 620              |
| Днів з дощем            | 5                | 5                | 5                | 5                | 7                | 7                | 5                | 5                | 5                | 5                | 5                | 6                | 69               |
| Вологість повітря, %    | 91               | 87               | 81               | 80               | 77               | 79               | 74               | 75               | 76               | 85               | 92               | 89               | 82               |
| ----------------------- | ---------------- | ---------------- | ---------------- | ---------------- | ---------------- | ---------------- | ---------------- | ---------------- | ---------------- | ---------------- | ---------------- | ---------------- | ---------------- |
| Джерело: Weatherbase    |                  |                  |                  |                  |                  |                  |                  |                  |                  |                  |                  |                  |                  |

## Історія
Перша історична згадка про Тімішоару зустрічається у документі візантійського імператора Василя II від 1019 року як фортеця. До 1552 — угорське місто, далі — завойоване Османською імперією, під владою яких Тімішоара залишатиметься до 1716, доки австрійський принц Євгеній Савойський не завдав поразки османському гарнізону і приєднав Тімішоару до своїх володінь.
Під час австрійського правління місто переживе дві епідемії чуми (1738-1739 та 1762-1763). 
9 серпня 1849 року біля міста австрійське військо Юліуса Гайнау завдало вирішальної поразки угорській армії Дембінського, через що угорський уряд передав усю владу Гергею і втік до Османської імперії, а армія Гергея (30 тисяч вояків, 8 тисяч коней, 144 гармати) панічно побігла назустріч російському третьому піхотному корпусу графа Рідигера і здалася йому 13 серпня у Вілягоші.
У 1918 р. Тімішоару намагалися приєднати до своєї території серби, а 1919 р. місто отримало румунську адміністрацію. У червні-липні 1944 р. Тімішоару бомбували війська США та Великої Британії, а у вересні її окупували сталінські війська.
16 грудня 1989 з народного виступу у Тімішоарі, викликаного рішенням влади про виселення пастора Ласло Текеша, почалася Румунська революція 1989 р. Власне, Тімішоара стала першим містом у Румунії, де було повалено комунізм.

## Населення
| Рік  | Чисельність | Чисельність |
| ---- | ----------- | ----------- |
| 1912 | 72 555      |             |
| 1930 | 91 451      |             |
| 1948 | 111 987     |             |
| 1956 | 142 257     |             |

| Рік  | Чисельність | Чисельність |
| ---- | ----------- | ----------- |
| 1966 | 174 243     |             |
| 1975 | 213 000     | [ 5 ]       |
| 1977 | 266 353     |             |
| 1986 | 325 000     | [ 6 ]       |

| Рік  | Чисельність | Чисельність |
| ---- | ----------- | ----------- |
| 1992 | 334 115     |             |
| 1997 | 332 000     | [ 7 ]       |
| 2002 | 317 953     |             |
| 2011 | 319 279     | [ 8 ]       |

| Рік  | Чисельність | Чисельність |
| ---- | ----------- | ----------- |
| 2021 | 250 849     |             |

| Рік  | Чисельність | Чисельність |
| ---- | ----------- | ----------- |
| 1912 | 72 555      |             |
| 1930 | 91 451      |             |
| 1948 | 111 987     |             |
| 1956 | 142 257     |             |

| Рік  | Чисельність | Чисельність |
| ---- | ----------- | ----------- |
| 1966 | 174 243     |             |
| 1975 | 213 000     | [ 5 ]       |
| 1977 | 266 353     |             |
| 1986 | 325 000     | [ 6 ]       |

| Рік  | Чисельність | Чисельність |
| ---- | ----------- | ----------- |
| 1992 | 334 115     |             |
| 1997 | 332 000     | [ 7 ]       |
| 2002 | 317 953     |             |
| 2011 | 319 279     | [ 8 ]       |

| Рік  | Чисельність | Чисельність |
| ---- | ----------- | ----------- |
| 2021 | 250 849     |             |

## Економіка
Транспортний вузол. Машинобудування (електромотори, сільськогосподарські машини), текстильна і харчова (цукрова, спирто-горілчана, плодоконсервна тощо), хімічна, шкіряно-взуттєва, фарфоро-фаянсова промисловість. Побудовано нафтохімічний комбінат.

## Університети

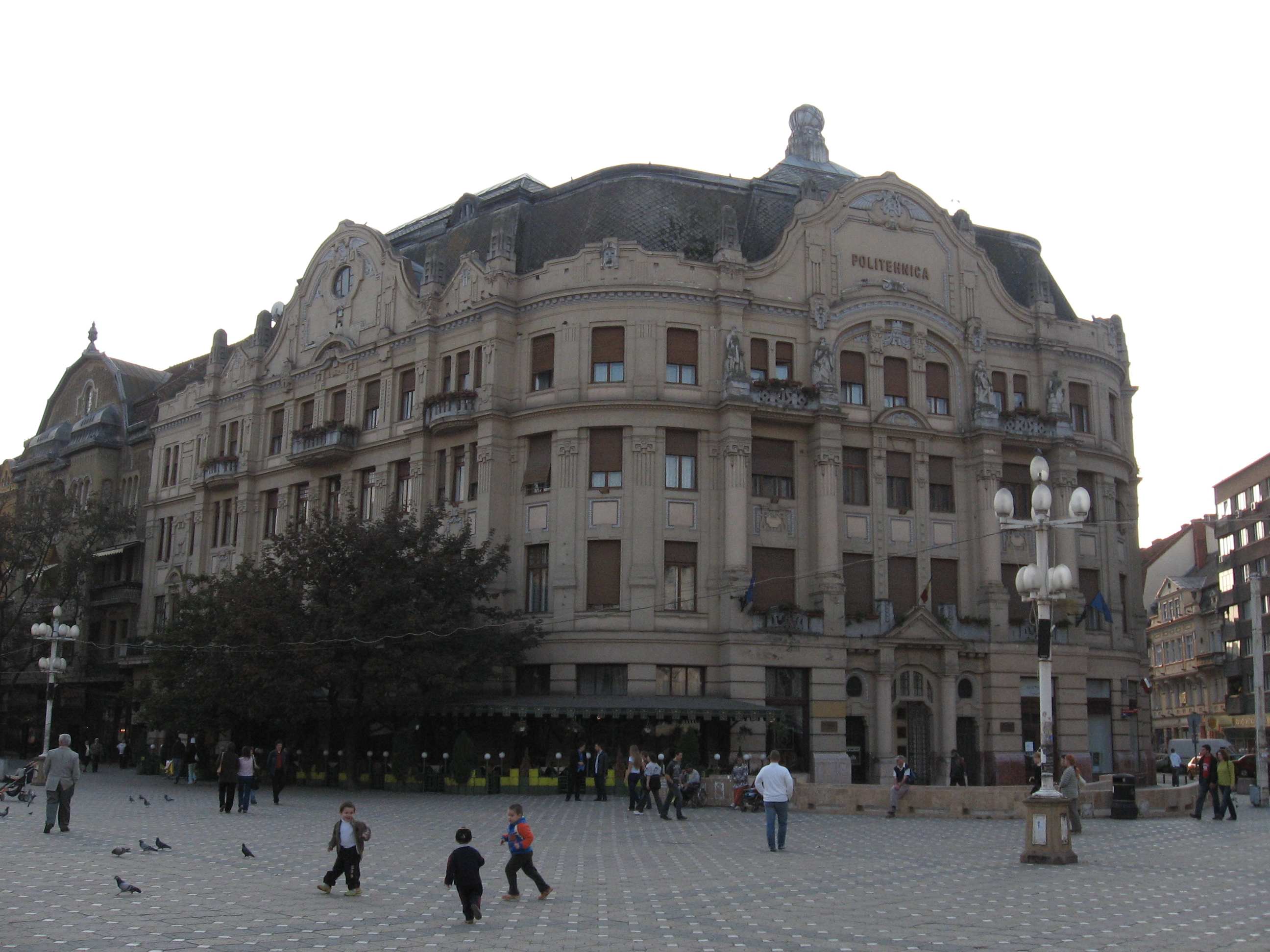
Головний корпус «Політехніки»

- Університет «Політехніка»;
- Західний університет Тімішоари;
- Медичний університет ім. Віктора Бебеша — заснований 1946 р;
- Аграрний університет Банату та ветеринарії у Тімішоарі;
- Університет Дімітрія Кантеміра;
- Університет Тібіскус.

## Пам'ятки архітектури
- церква і монастирі у стилі бароко (18 ст.);
- замок Яноша Гуняді (15-19 ст., нині обласний музей).
- театр (кінець 19 — початок 20 ст.).

З кінця 1940-х рр. реконструйовано центр міста, споруджено нову будівлю університету (1968), спорткомплекс (1969), готель «Контіненталь» (1971).

## Аеропорт
Міжнародний аеропорт «Traian Vuia» (міжнародний індекс TSR) є другим за завантаженістю у Румунії після аеропорту у Бухаресті. Його використовують понад 10 авіакомпаній: Carpatair, Wizz Air, Wind Jet, Czech Airlines, Volareweb, Air Europe, Moldavian Airlines, MALEV, KLM, AlItalia, Air France. Найбільшою з них є Carpatair, що обслуговує понад 60% усіх напрямків.
Здійснюються перельоти за 12 напрямками: Австрія, Чехія, Франція, Німеччина, Греція, Угорщина, Італія, Україна, Молдова, Іспанія, Велика Британія та внутрішні рейси. Найпопулярнішими є перельоти до Італії (37%).

## Відомі мешканці міста
- Андре Франсуа — французький мультиплікатор, народився у Тімішоарі;
- Арнольд Гаузер — народився у Тімішоарі;
- Роберт Дорнгельм — кінорежисер;
- Іоланда Балаш — олімпійська чемпіонка зі стрибків у висоту 1960 та 1964 рр;
- Ана Бландіана — румунська поетеса та есеїстка;
- Міхаель Харіш — ізраїльський політик, міністр торгівлі та промисловості Ізраїля;
- Іоан Голендер — оперний співак, баритон, очільник Віденської опери;
- Йон Івановіч — композитор, автор вальсу «Дунайські хвилі».[10]
- Маргарет Метценауер — оперна співачка, мецосопрано та драматичне сопрано.
- Джонні Вайссмюллер — американський плавець і актор виконавець ролі Тарзана.

## Галерея

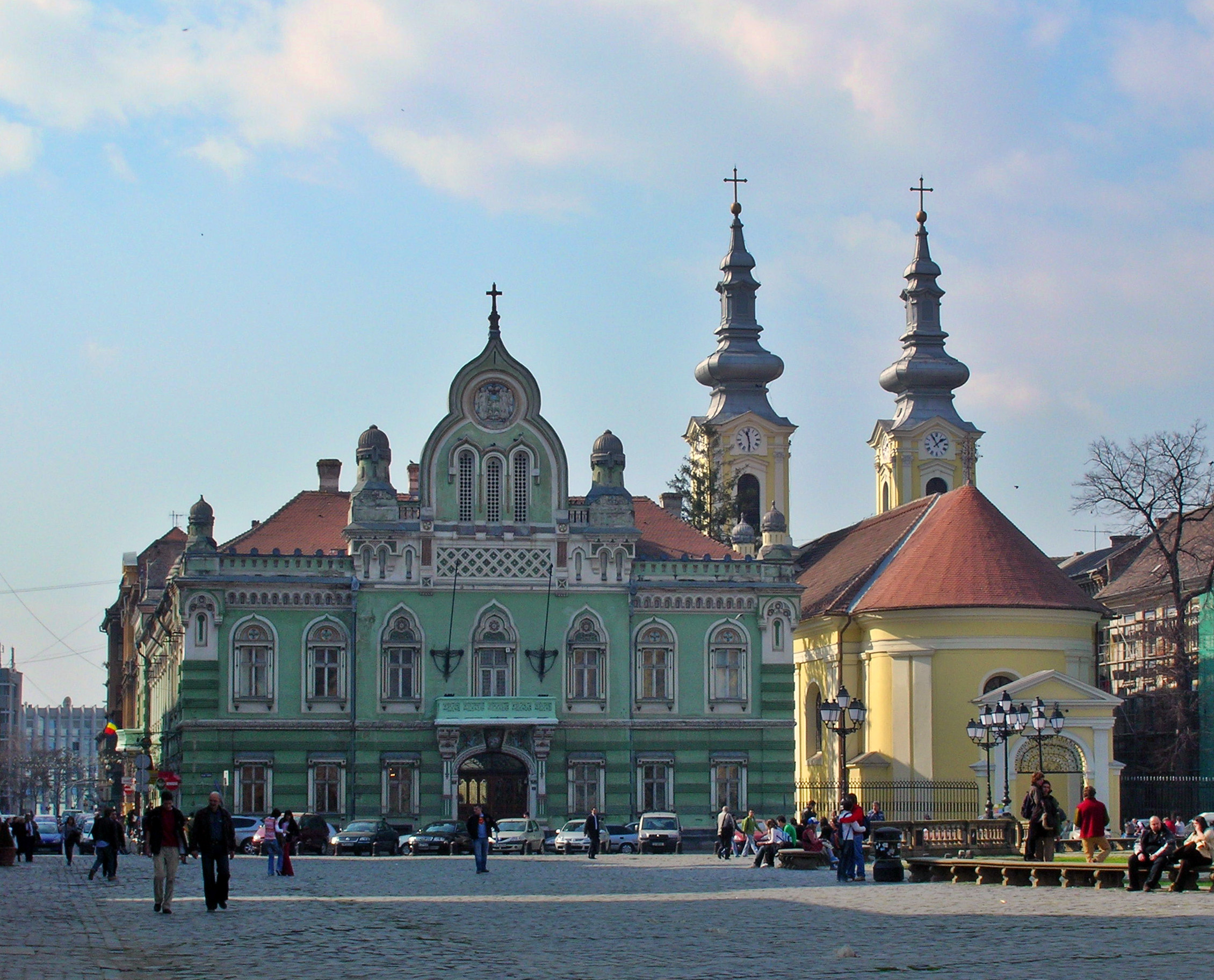
Площа Унірій
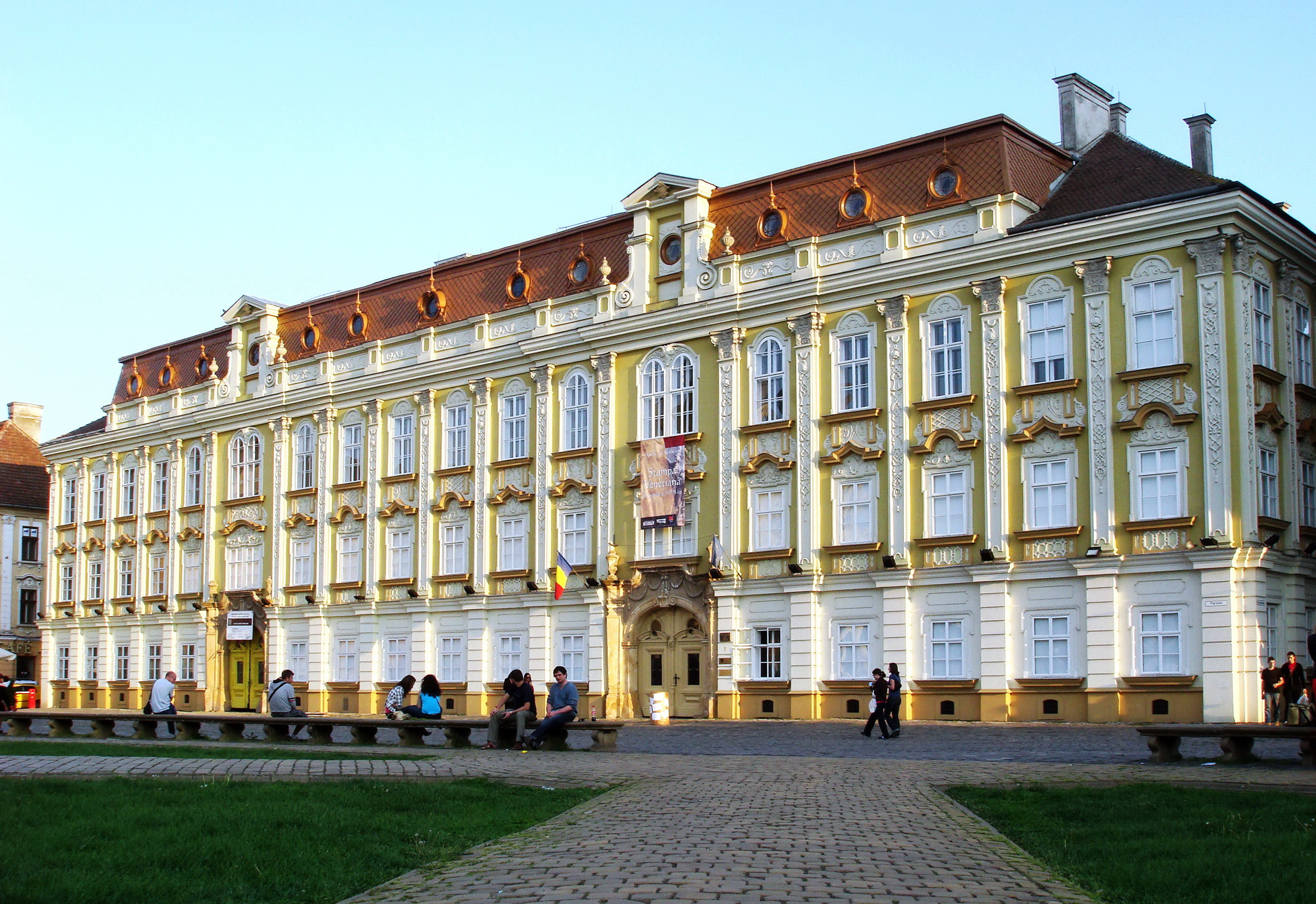
Музей мистецтва
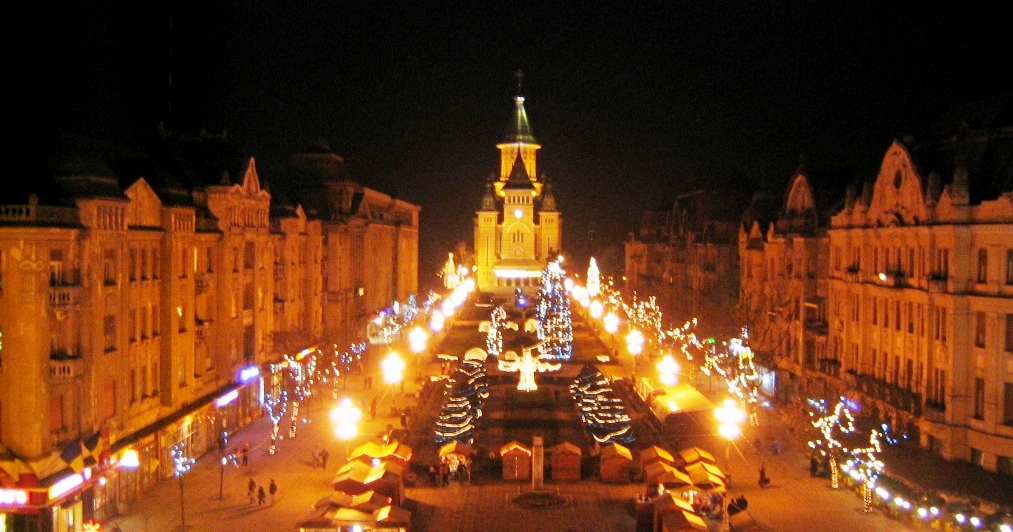
Площа Перемоги із Тімішоарським собором
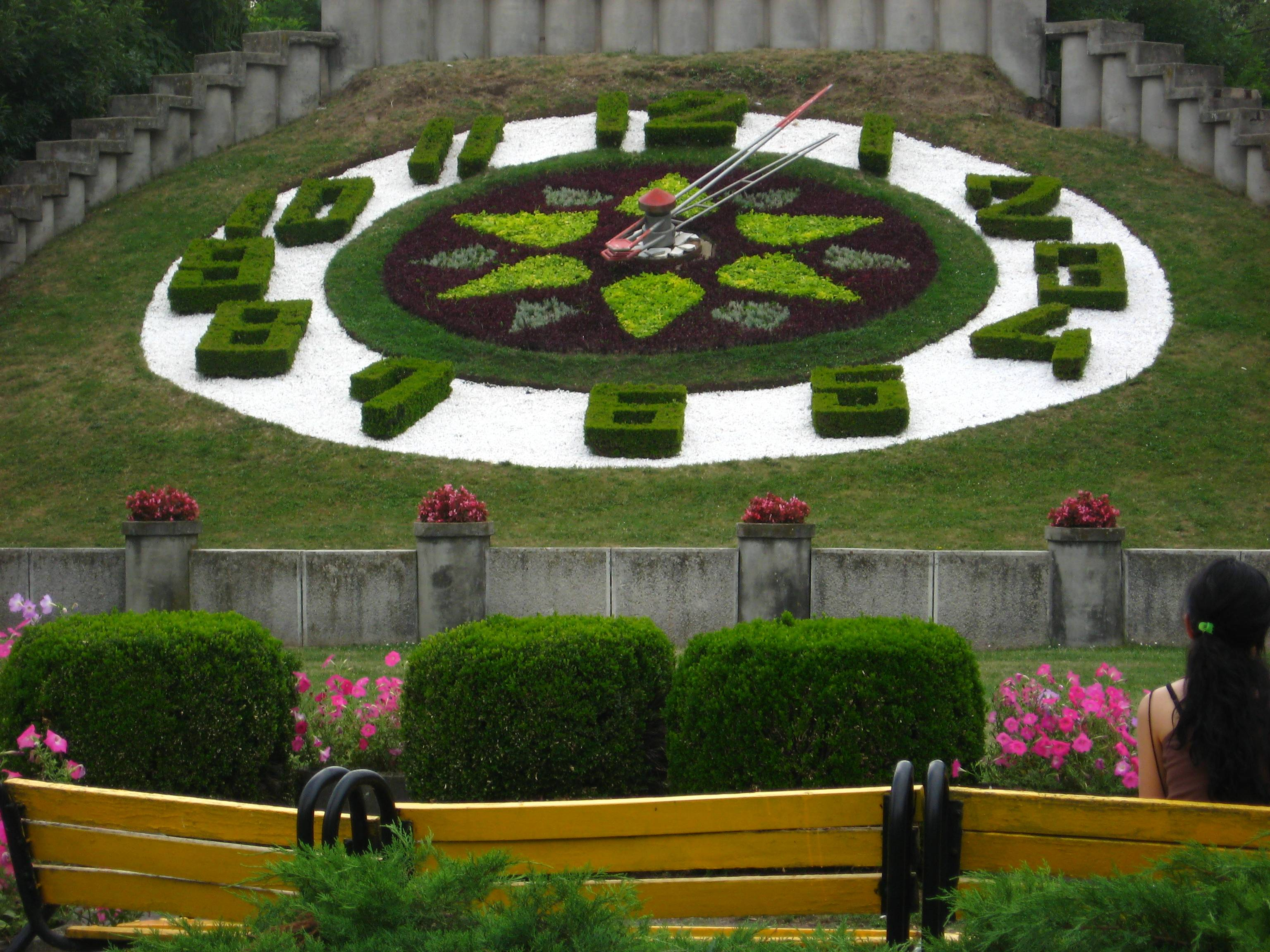
Квітковий годинник у парку

## Перебували
- Ян Анджей Бучацький - польський шляхтич, дипломат (помер та був похований в місті).